# レイモンド・ワッツ
レイモンド・ワッツ（Raymond Watts、1961年9月1日 - ）は、イギリスのバッキンガムシャー州ビーコンズフィールド出身のアーティスト、ミュージシャン、プロデューサー。インダストリアル・ロックに分類される。ソロ・プロジェクトであるロックバンド、ピッグ（PIG）のほか、KMFDMでの活動も知られ、日本ではSCHAFTおよびSCHWEINへの参加でも知られる。 
作風は（デビュー作の他、いくつかのアルバムに参加した）KMFDMよりも「暗く」、一般的なインダストリアル・ロックに比べシーケンスは多用せずオーケストラレーションに重きを置くのが特徴である。自らのバンドであるピッグ、KMFDMやSCHAFTなどの客演では、自らの作風に合わせたような低音の唸るような（ただしグロウルではない）ボーカルを披露する。
上記に挙げられたバンドの活動のほか、アインシュテュルツェンデ・ノイバウテンや、フィータス、BUCK-TICK（および櫻井敦司）、スプラング・アウス・デン・ヴォルケン、プロング（Prong）などといったバンドやミュージシャンとコラボレーションやミキシング、プロデュースをしている。また、1995年の『Sinsation』発表後には、ナイン・インチ・ネイルズのサポートとしてアメリカでツアーを行った。

## ディスコグラフィ
※基本的にピッグ名義での発表となる。

### スタジオ・アルバム
- 『ア・ポウク・イン・ジ・アイ…ウィズ・ア・シャープ・スティック』 - A Poke in the Eye... With a Sharp Stick (1988年)
- 『プレイズ・ザ・ラード』 - Praise the Lard (1991年)
- 『スワイニング』 - The Swining (1993年)
- 『シンセイション』 - Sinsation (1995年)
- 『レックト』 - Wrecked (1996年)
- 『ジェヌイン・アメリカン・モンスター』 - Genuine American Monster (1999年)
- Pigmartyr (2004年) ※イギリス限定リリース。Watts名義
- Pigmata (2005年) ※前年に発表された『Pigmartyr』のリマスターで、3曲追加。PIG名義で発表
- The Gospel (2016年)
- Risen (2018年)

### リミックス・アルバム
- Swine & Punishment (2017年)

### EP
- Hello Hooray (1992年)
- 『ア・ストロール・イン・ザ・ポーク』 - A Stroll in the Pork (1992年)
- 『シン・セックス&サルヴェイション』 - Sin Sex & Salvation (1994年) ※PIG vs. KMFDM名義
- 『レッド・ロウ・アンド・ソア』 - Red Raw & Sore (1994年) ※日本限定。後に米国盤The Swining/Red Raw & Sore (1999)をリリース
- 『ペイニアック』 - Painiac (1995年) ※日本限定
- 『プライム・イーヴル』 - Prime Evil (1997年) ※日本限定
- 『ノー・ワン・ゲッツ・アウト・オブ・ハー・アライヴ』 - No One Gets Out of Her Alive (1998年) ※日本限定
- 『D.D.D.』 - Disrupt Degrade & Devastate (1999年) ※日本限定
- Compound Eye Sessions (2015年) ※With マーク・ヒール
- Long in the Tooth (2015年) ※With プリミティヴ・レース
- The Diamond Sinners (2016年) ※配信限定
- The Redeemer (2016年) ※ツアー限定
- Prey & Obey (2017年) ※配信限定
- Second Coming (2017年) ※ツアー限定
- That's the Way (I Like It) (2018年) ※with サーシャ・グレイ
- The Wages of Sin (2019年) ※配信限定

### シングル
- "Never For Fun" (1988年)
- "Sick City" / "Shit for Brains" (1989年)
- "Shit for Brains" (1993年) ※ドイツ限定
- "The Fountain of Miracles" (1993年)
- "Black Mass" (2018年)

### ビデオ作品
- The All Hamerican Pig Show (2011年)